# 欧内斯特·卡伦巴赫

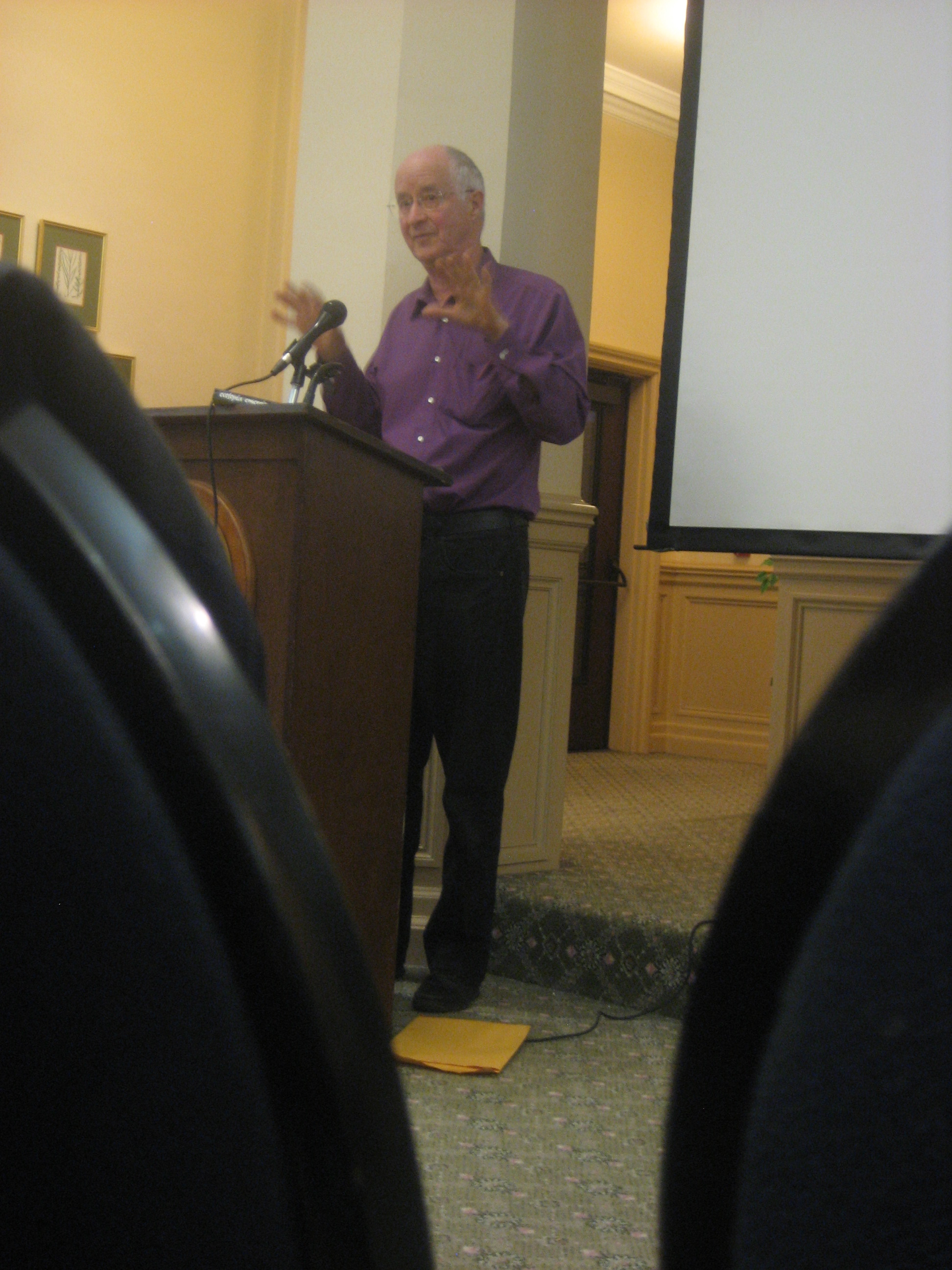
欧内斯特·卡伦巴赫在旧金山大学（USF）演讲。

欧内斯特·卡伦巴赫（Ernest Callenbach，1929年4月3日—2012年4月16日），美国作家。
他出生在宾夕法尼亚州威廉斯波特，就读于芝加哥大学，在那里，他被卷入了当时的“新浪潮运动”（严肃认真地关注作为一种艺术形式的电影）。当时他的政见是“反共的社会主义者，研究了马克思主义者们引起的革命，并目睹了革命如何通常不起作用”。他在巴黎的索邦大学呆了六个月，每天看四部电影，后来回到芝加哥，并获得了英语和通信新闻（English and Communications）专业硕士学位。
卡伦巴赫随后移居加利福尼亚州。从1955年到1991年，他在职于加州大学出版社（伯克利）。他担任了多年的广告文字总撰稿人，并于1958年到1991年主编出版社的《电影季刊》（Film Quarterly）。他还偶而在加州大学和旧金山州立大学教授电影课程。
卡伦巴赫有许多年在加州大学出版社主编自然历史指南（Natural History Guides）。他开始认真对待环境问题及它们同人类的价值体系、社会结构和生活方式的联系，就象他曾认真地去理解电影一样。他深受爱德华·艾比的影响。他因此以绿色书籍的作者而著称，即《生态乌托邦》（1975）和《生态乌托邦之诞生》（1981）等生态乌托邦的作者。他据说创造了“生态乌托邦”一词。此外，他曾带着极大兴趣读过默里·布克钦的《后匮乏社会的无政府主义》（Post-scarcity anarchism，1971年），后来又认识了布克钦本人。
就人类与生态环境密切联系的观念，以及某些经济学和社会学的概念而言，生态乌托邦系列书籍与所谓的可持续化运动相关。卡伦巴赫的生态乌托邦的概念不是“卢德运动”——他并不排斥高科技，而更确切地应该说他虚构的社会表现出了对于技术的一种自觉的选择性。例如，卡伦巴赫的生态乌托邦社会更强调私人交往，而非无人性的互动，故预测了视频会议的发展与广泛应用。
的确，尽管卡伦巴赫参与的是印刷出版，他对视觉媒体仍保持着相当浓厚的兴趣。某种程度上他的《生态乌托邦》一书在各个方面预测了“真人实境秀”——二十年后才得到认可，并被归为一种类型——因为故事中，在这个虚构的社会里，立法机关和司法法院的一些日常生活被通过电视播放，而电视辩论（包括关于生态问题的技术之争在内）则迎合了公民的需求。
卡伦巴赫是西岸的技术专家、建筑师、社会思想家和科学家圈子中的一员，其中的名流有厄休拉·勒吉恩、斯塔霍克、西蒙·范·德·瑞恩、彼得·卡尔索普、斯图尔特·布兰德、凯文·凯利、詹姆斯·T·鲍德温和约翰·托德。正如许多其他这些人一样，他是演说家、专题座谈者，以及随笔作家。
2006年，卡伦巴赫介绍了日本的一个社区运动的真实故事，从它的目标和实践上，都使人联想起他的生态乌托邦社会。他访问了日本，并调查了山岸运动（Yamagishi）。它涉及大约三打建立在同一基本原则之上的共同社区（intentional communities）：居住的农业（猪、牛和鸡的家畜饲养，还有有机蔬菜和水果的种植）人口在生态意义上的融合，社会生活基于民主、相互理解、相互支持和健康的原则。每一个个体的居民点都被称为是jikkenji（‘为世界示范的社区’）。描述这些社区的文章“生态乌托邦在日本？”非常短。一上来就将其设定在“邂逅回归大地的、致力于‘一切众生之长久幸福’的社会成员”的视角上。全文分为“研讨会中的山岸特殊课程”（Tokkoh）、“丰乡町”（Toyosato）、“日常生活”（Daily Life）、“工作与游戏”（Work and Play）、“可持续性观点”（The Sustainability Perspective）、“山岸主义与我们”（Yamagishism and Us）等几个小节。

## 地球十诫
1990年，卡伦巴赫提出了“地球十诫”（Earth's Ten Commandments），刊登在其个人主页上：
- Thou shalt love and honor the Earth for it blesses thy life and governs thy survival.
  - 汝当崇爱地球，因其护佑汝之生，而主治汝之存。
- Thou shalt keep each day sacred to the Earth and celebrate the turning of its seasons.
  - 汝当日日敬圣地球，颂寒暑易节，赞四季轮替。
- Thou shalt not hold thyself above other living things nor drive them to extinction.
  - 汝无当自贵于他生者，勿遣之绝亡。
- Thou shalt give thanks for thy food to the creatures and plants that nourish thee.
  - 汝当以食汝之恩，而厚谢滋养尔之动植。
- Thou shalt limit thy offspring for multitudes of people are a burden unto the Earth.
  - 汝当以地球负人众，而谨身限止尔后。
- Thou shalt not kill nor waste Earth's riches upon weapons of war.
  - 汝无当戮侈沃野以战器。
- Thou shalt not pursue profit at the Earth's expense but strive to restore its damaged majesty.
  - 汝无当伤地球以逐利，当励精而资复庄严。
- Thou shalt not hide from thyself or others the consequences of thy actions upon the Earth.
  - 汝无当隐尔之所为所果于地球。
- Thou shalt not steal from future generations by impoverishing or poisoning the Earth.
  - 汝无当竭污地球而窃来世。
- Thou shalt consume material goods in moderation so all may share Earth's bounty.
  - 汝当节用，遂使众皆得享地球之无边宽施。

## 欧内斯特·卡伦巴赫的著作
- 《安贫乐道的品质生活》（Living Poor With Style）（纽约：Bantam, 1972）
- 《生态乌托邦》（Ecotopia）（1975）
- 《生态乌托邦之诞生》（Ecotopia Emerging）（1981）
- 《生态乌托邦百科全书》（The Ecotopian Encyclopedia）（1981）
- 《出版商的午餐》（Publisher's Lunch）（1989）
- 《生态学：袖珍指南》（Ecology: A pocket guide）（1998; rev. ed. 2008）
- 《有品味的廉价生活：活得好、花得少》（Living Cheaply With Style: Live Better and Spend Less）（伯克利：Ronin，1993）. ISBN 0-914171-61-5
- 《有品味的廉价生活：活得好、花得少》（Living Cheaply With Style: Live Better and Spend Less,）第二版（伯克利：Ronin，2000）. ISBN 1-57951-014-0
- 《带回美洲野牛！：美洲大平原可持续的未来》（Bring Back the Buffalo!: A Sustainable Future for America's Great Plains）（2000）

## 延伸阅读
- Ernest Callenbach "Ecotopia in Japan?," in: Communities 132 (Fall 2006), pp. 42–49.
- R. Frye, "The Economics of Ecotopia," in: Alternative Futures 3 (1980), pp. 71–81.
- K.T. Goldbach, "Utopian Music: Music History of the Future in Novels by Bellamy, Callenbach and Huxley," in: Utopia Matters. Theory, Politics, Literature and the Arts, ed. F. Viera, M. Freitas, Porto 2005, pp. 237–243.
- U. Meyer: "Selling an 'ecological religion'. Strategies of Persuasion in Ernest Callenbach’s ‘Ecotopia’," In: M. Lotz, M. van der Minde, D. Weidmann (Hrsg.): Von Platon bis zur Global Governance. Entwürfe für menschliches Zusammenleben. Marburg 2010, S. 253-280.
- H. Tschachler, "Despotic Reason in Arcadia. Ernest Callenbach's Ecological Utopias," Science-Fiction Studies 11 (1984), pp. 304–317.